# CDG Express
CDG Express je projekt přímého železničního spojení východního nádraží v Paříži a Letiště Charlese de Gaulla o délce 32 km. Trať mělo provozovat konsorcium soukromých společností. Nová trať měla ulehčit lince RER B ze severního nádraží a provozu na dálnici A1 a A3. Projekt byl v původní podobě v roce 2011 soukromými společnostmi opuštěn.  
V roce 2014 byl projekt znovu spuštěn. Stavbu financuje a bude vlastnit společný podnik SNCF Réseau a Aéroports de Paris, provoz má zajišťovat společnost Hello Paris, společný podnik Keolis a RATP Dev. Stavba začala v roce 2019, spojení má být uvedeno do provozu v roce 2027. Jízdenka má stát 24 eur, cestovní doba by měla činit 20 minut.

## Historie
Výstavba nová tratě neměla probíhat z veřejných peněz, ale z prostředků budoucího provozovatele, který by provozoval dopravu se zvláštním tarifem, vyšším, než je obvyklé jízdné. Dohled nad stavbou měl mít stát, který také měl přidělit koncesi na výstavbu a provoz tratě s tím, že na trati budou jezdit vlaky SNCF.
V lednu 2007 se do veřejné soutěže přihlásilo pět skupin kandidátů, kteří se měli v březnu téhož roku zúčastnit výběrového řízení. Vítěz měl být určen v první polovině roku 2008, práce měly začít během roku 2008 a zprovoznění bylo stanoveno na období 2012-2015. Avšak v červnu 2008 zůstal v soutěži již jen jeden kandidát: společnost Vinci.
Udělení koncese, které bylo stanoveno na začátek roku 2010 bylo nakonec odloženo. Projekt ohrozila i hospodářská krize, která vedla k poklesu počtu cestujících na letišti, a další konkurenční projekty. Vinci nicméně pokračoval v jednáních s vládou. Spojení, pokud by plán vyšel, by se realizovalo nejdříve v roce 2016. V září 2010 se však jednání zastavilo. Ohlášený projekt metra Velké Paříže a obava ze stávek zaměstnanců SNCF, které by zajišťovalo vlakové spoje, společnost přiměly k zastavení celého projektu.

## Nový projekt
V roce 2010 byl původní projekt zastaven. V červnu 2011 dopravní podnik RATP, který nezískal povolení k prodloužení linky 14 na letiště, nabídl jako alternativu CDG Express provozovaný ve spolupráci se SNCF. 
V roce 2014 byl projekt znovu spuštěn jako společný podnik Aéroports de Paris a tehdejšího provozovatele francouzské železniční sítě Réseau ferré de France. Tehdy se předpokládalo, že spojení bude dokončeno v roce 2023. V roce 2019 začala stavba a byl vybrán provozovatel spojení, kterým bude společnost Hello Paris, společný podnik Keolis a RATP Dev.

## Trasa
Délka spojení bude činit 32 km, z toho 23 km po existujících kolejích. Použití dlouhého tunelu bylo zavrženo ve prospěch maximálního využití stávající infrastruktury. CDG Express bude začínat ve stanici Paris-Est na nástupišti 10 nebo 11, která byla rezervována pro tuto příležitost, bude následovat dvojkolejné napojení do Paris-Nord, které bude vedeno asi 330 m dlouhým tunelem pod průmyslovou oblastí. Dále se využije trať RER B do Villeparisis. Následně bude postaven osmikilometrový úsek podél stávající tratě TGV. Závěrečná část povede v novém tunelu pod terminály 2 a 4 a dorazí na nádraží TGV od jihu (vlaky RER přijíždějí ze severu). Zde pro CDG Express vzniknou dvě nová nástupiště.
Na trati nebudou žádné zastávky a doba jízdy bude 20 minut (RER B jede 30 minut), frekvence spojů se předpokládá po čtvrt hodině.